# Präfektur Fukuoka
Fukuoka (mehrdeutig Fukuokaⓘ; japanisch 福岡県 Fukuoka-ken, englisch Fukuoka Prefecture) ist eine der Präfekturen Japans. Sie liegt in der Region Kyūshū auf der Insel Kyūshū. Sitz der Präfekturverwaltung ist die gleichnamige Stadt (-shi) Fukuoka.

## Geographie

Karte der Präfektur

Die Präfektur Fukuoka liegt an der Nordspitze der Insel Kyūshū inklusive vorgelagerten Inseln in der Region Kyūshū in Südjapan. Im Nordwesten von Fukuoka liegen die Nōgata-Ebene (直方平野 Nōgata-heiya) und die Fukuoka-Ebene (福岡平野 Fukuoka-heiya), dort erstreckt sich heute ein Großteil der Metropolregion Kitakyūshū-Fukuoka. Die natürliche Südgrenze bildet das Tsukushi-Bergland/Gebirge (筑紫山地 Tsukushi-sanchi, auch Chikushi-sanchi). Im Süden umfasst die Präfektur den östlichen Teil der Tsukushi-Ebene (筑紫平野 Tsukushi/Chikushi-heiya), die manchmal in Saga- und Chikugo-Ebene unterteilt wird; in letzterer liegt die Stadt Kurume. Östlich davon erhebt sich das Minō-Gebirge (耳納山地 Minō-sanchi). Höchster Punkt von Fukuoka ist mit 1230 Metern der Shaka-dake.
Wichtige Flüsse sind der Fluss Chikugo (筑後川 Chikugo-gawa) und der Fluss Yabe (矢部川 Yabe-gawa) im Süden, wo sie in die Ariake-See münden, sowie der Fluss Onga (遠賀川 Onga-gawa) im Nordwesten. Im Norden und Nordosten münden mehrere kleinere, kürzere Flüsse; der Fluss Yamakuni (山国川 Yamakuni-gawa) im Osten bildet an seiner Mündung die Präfekturgrenze zu Ōita. Zu den bewohnten Inseln in Fukuoka zählen unter anderem die Insel Gendai (玄界島 Gendai-jima), die „Prinzessineninsel“ (姫島 Himeshima) und die „Insel der Erde“ (地島 Jinoshima).

## Geschichte
Die heutige Präfektur Fukuoka entstand bei den Präfekturzusammenlegungen 1871/72 (von über 300 auf 75 Präfekturen) und 1876 (zu 38 Präfekturen) aus in der Meiji-Restauration entstandenen Präfekturen in den antiken Provinzen Chikuzen=Vorder-Tsukushi, Chikugo=Hinter-Tsukushi und der Westhälfte der Provinz Buzen.
Bei der flächendeckenden Einteilung Japans in Präfekturen 1871 bestanden zunächst sieben Präfekturen auf dem heutigen Gebiet von Fukuoka. Direkte Hauptvorläufer waren das Fürstentum (-han) Fukuoka bis 1871, die aus dem gleichnamigen Fürstentum kurzzeitig entstandene Präfektur (-ken) Akizuki bis 1871/72 und die Präfekturen (-ken) Kokura und Mizuma bis 1876.
Nach der Reaktivierung der antiken Landkreise (-gun) und der Einführung von Stadtkreisen (-ku) 1878/79 bestand Fukuoka zunächst aus einem Stadtkreis (Fukuoka-ku) und 31 Landkreisen: 15 in Chikuzen, 10 aus Mizuma/in Chikugo und sechs aus Kokura/in Buzen. Diese hatten aber nur 19 gemeinsame Kreisverwaltungen und die Zahl der Landkreise von Fukuoka wurde durch Zusammenlegungen in den 1890er Jahren auch formal auf 19 reduziert. Bei der Einführung der heutigen Gemeinden 1889/90 entstanden zwei kreisfreie Städte (Fukuoka-shi und Kurume-shi), 23 Städte (-machi/-chō) und 361 Dörfer (-mura/-son).
Erster Gouverneur von Fukuoka wurde 1871 der kaiserliche Prinz Arisugawa Taruhito. Das Präfekturparlament (damals 県会 kenkai, „Präfekturversammlung“) von Fukuoka kam wie in den meisten Präfekturen 1879 zu seiner ersten Sitzung zusammen.

## Sehenswürdigkeiten
Der Sumiyoshi-Schrein ist den Drei Sumiyoshi-Kami, den Schutzgottheiten der Seefahrer, geweiht und eines der ältesten Heiligtümer in Kyūshū. Die gegenwärtigen Bauten stammen aus dem Jahr 1623.
Sofuku-ji ist der älteste Tempel der Rinzai-shū in Japan, angeblich von Eisai 1195 gegründet, der nach der Rückkehr von China die Zen-Lehre und den Tee nach Japan brachte. Der Tempel besitzt eine Bronzeglocke im koreanischen Stil.
Der Hakozaki-Schrein befindet sich im Ostteil der Stadt Fukuoka und ist ein 923 gegründetes Heiligtum des Kriegsgottes Hachiman. Der zweistöckige Torturm stammt aus 1594, haiden und honden aus 1609 sind in Holzbauweise ohne Verwendung von Eisenteilen errichtet worden. Im Vorhof befinden sich Steinanker von den Mongoleninvasionen.
Der Ohori-Park im Westteil der Stadt enthält die ehemalige „Burg der tanzenden Kraniche“, Maizuru-jō der Kuroda. Erhalten ist jedoch nur ein kleiner Teil (Tor, Außenturm).

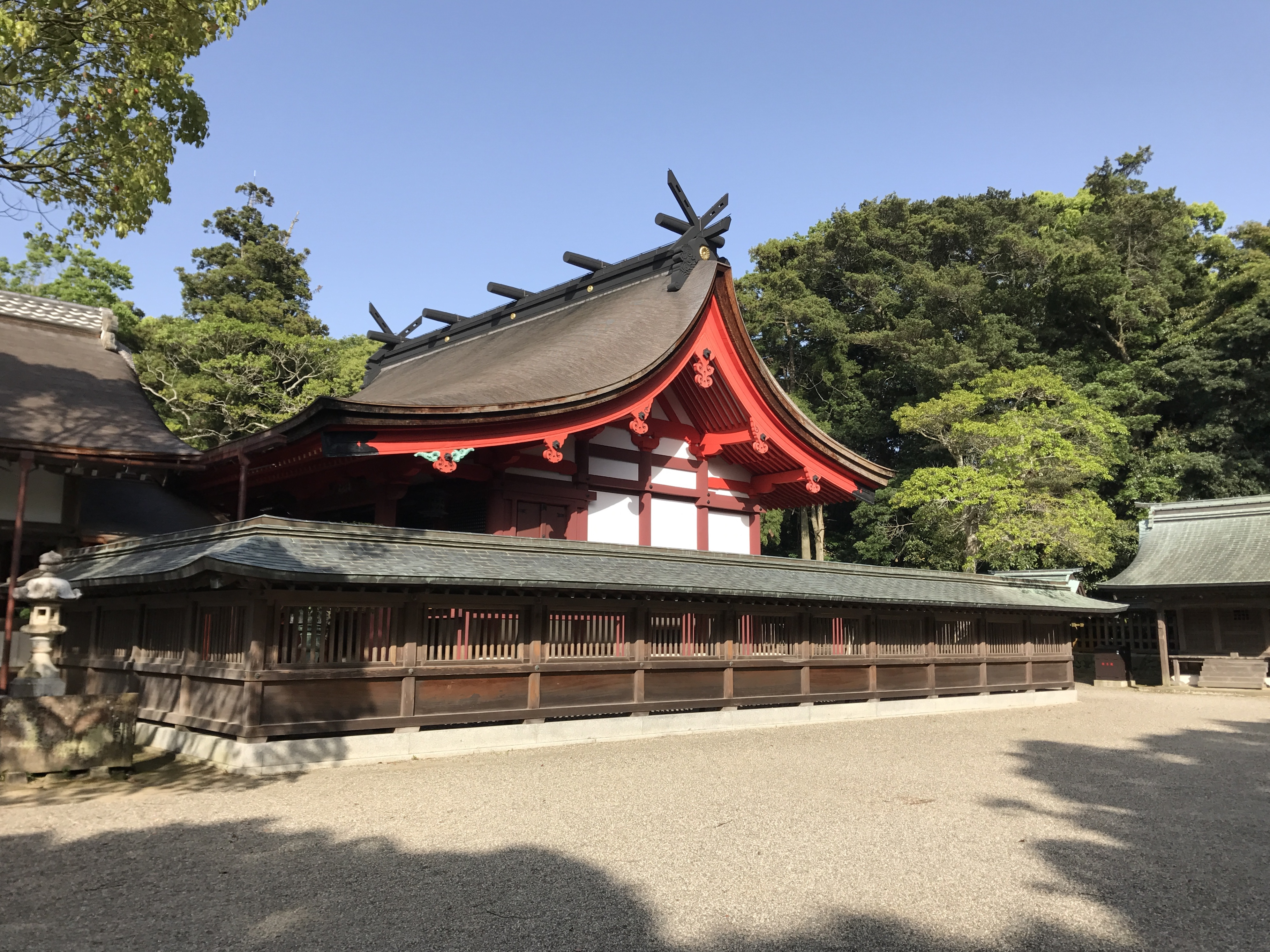
Munakata-Schrein
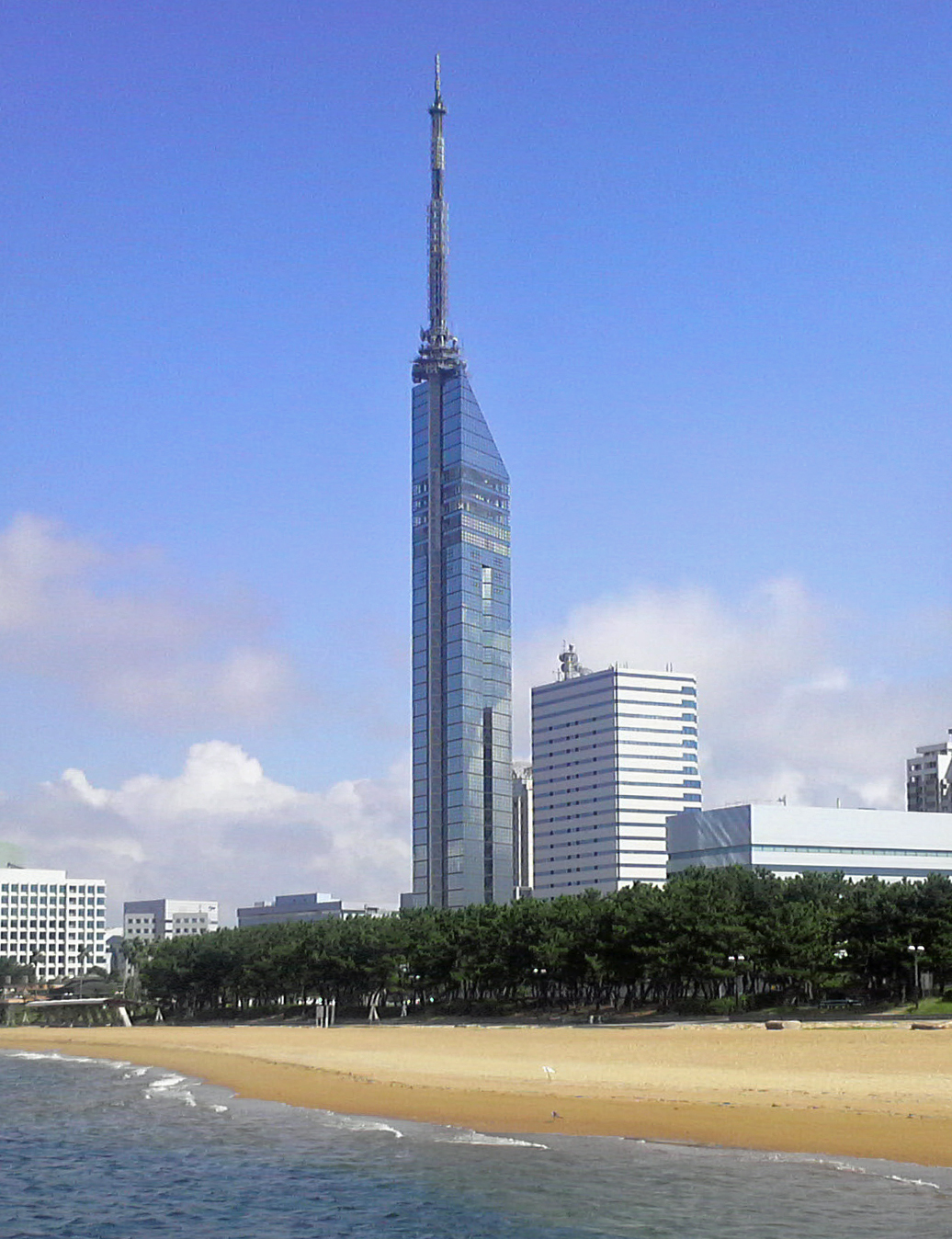
Fukuoka Tower
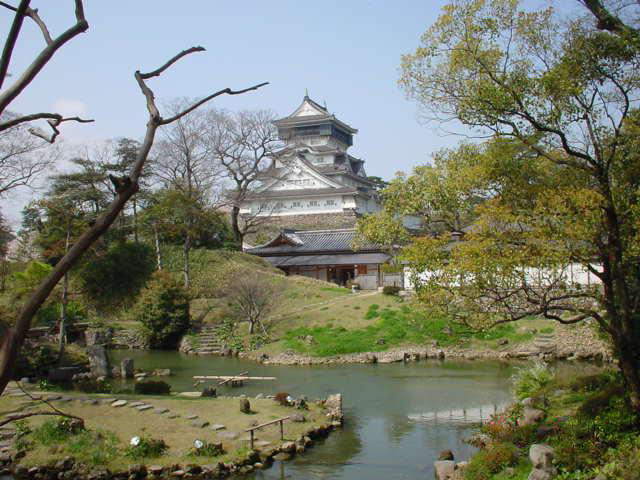
Burg Kokura

## Feste
- Hakata-dontaku, am 3./4. Mai, ursprünglich ein Neujahrsbrauch, gibt es einen Umzug mit verschiedenen kostümierten Gruppen.
- Gion-yamakasa am 1. bis 15. Juli findet das Fest des Kushida-Schreines statt, bei dem am letzten Tag eine Prozession geschmückter Festwagen dabei ist.
- Tamaseri ist am 3. Januar am Hakozaki-Schrein, indem ein paar (halbnackte) Burschen um den Besitz eines Holzballes kämpfen, der nach dem Sieg der Schreingottheit dargebracht wird.

## Wirtschaft
Die wichtigsten Städte der Präfektur Fukuoka bilden eines der wichtigsten Industriezentren Japans, auf das fast 40 % der Wirtschaft von Kyūshū entfallen. Das BIP beläuft sich auf über 154 Milliarden US-Dollar und ist damit mit dem eines mittelgroßen Landes vergleichbar. Zu den wichtigsten Industriezweigen gehören die Automobil-, Halbleiter- und Stahlindustrie. In der Präfektur Fukuoka wurden der Reifenhersteller Bridgestone und die Unterhaltungselektronikkette Best Denki gegründet.
Bekannte Unternehmen mit Hauptsitz in Fukuoka sind Toto LTD, Yaskawa Denki, Best Denki, Level-5, Star Flyer und Daiichi Sankyō.

## Universitäten
Unter anderem folgende Universitäten gibt es in der Präfektur in englischer Übersetzung:
| University                               | Municipality                    |
| Fukuoka University                       | Fukuoka City                    |
| Kurume University                        | Kurume City                     |
| Kyushu Institute of Technology           | Kitakyushu City and Iizuka City |
| Kyushu University                        | Fukuoka City and Kasuga City    |
| Seinan Gakuin University                 | Fukuoka City                    |
| Kyushu Institute of Information Sciences | Dazaifu City                    |
| Kyushu Sangyo University                 | Fukuoka City                    |
| Fukuoka Women's University               | Fukuoka City                    |
| Fukuoka University of Education          | Munakata City                   |

## Politik
- Minshu kensei kengidan (~„Präf.parl.gruppe [für] demokratische Präfekturpolitik“; mit KDP, DVP): 22
- Ein-Mitglied-Fraktionen: 3
- Shinseikai (~„Vereinigung für neue Politik“): 5
- Kōmeitō: 10
- Ishin: 3
- LDP: 44

Gouverneur von Fukuoka ist seit 2021 der vorherige Vizegouverneur Seitarō Hattori. Bei der Gouverneurswahl 2025 wurde er mit breiter antikommunistischer Unterstützung und knapp 80 % der Stimmen gegen den KPJ-gestützten Kōichirō Yoshida (16 %) und zwei weitere Kandidaten für eine zweite Amtszeit bestätigt. Die Wahlbeteiligung lag mit 31,58 % nur rund zwei Punkte über dem Rekordtief von 2021.
Das 87-köpfige Präfekturparlament von Fukuoka wurde bei den einheitlichen Wahlen 2023 neu gewählt. Die LDP blieb mit 40 Sitzen mit Abstand stärkste Partei, die KDP verbesserte sich auf 14 Sitze.
Im nationalen Parlament ist Fukuoka durch elf direkt gewählte Abgeordnete im Unterhaus und sechs im Oberhaus vertreten. Die elf Unterhauswahlkreise wählten 2024 sieben Liberaldemokraten, zwei Konstitutionelle Demokraten, einen Parteilosen aus der Fraktion Yūshi no kai aus ehemaligen Demokraten und ein Mitglied der Nippon Ishin no Kai. Im Oberhaus wird die Präfektur seit 2016 durch drei Abgeordnete pro Teilwahl vertreten. Nach den Wahlen 2019, 2022 und Parteiänderungen seitdem sitzen (Stand: November 2024) je zwei Abgeordnete von LDP, Kōmeitō und KDP für Fukuoka im Oberhaus.

## Verwaltungsgliederung
Seit dem 1. Oktober 2018 (Heraufstufung von Nakagawa von einer kreisangehörigen zur kreisfreien Stadt) gibt es 29 kreisfreie Städte (-shi), 29 kreisangehörige Städte (-machi/-chō) und zwei Dörfer (-mura) in Fukuoka. Die kreisangehörigen Gemeinden sind in elf Landkreisen organisiert.

Drei der kreisfreien Städte verfügen über einen Sonderstatus:
- Seirei shitei toshi (Regierungsdesignierte Großstädte)
  - Fukuoka – seit dem 1. April 1972, gleichzeitig Sitz der Präfekturverwaltung
  - Kitakyūshū – seit dem 1. April 1963
- Chūkakushi („Kernstädte“)
  - Kurume – seit dem 1. April 2008

In nachstehender Tabelle sind die Landkreise (Gun) kursiv dargestellt, darunter jeweils (eingerückt) die historisch kreisangehörigen Städten und Dörfern. Eine Abhängigkeit zwischen dem in den 1960er Jahren eingeführten Gebietskörperschaftsschlüssels und den in den 1920er Jahren als Gebietskörperschaften abgeschafften Landkreise ist aus dem Code ersichtlich: Für geographische und statistische Zwecke wurden auch den -gun bei manchen Behörden Schlüssel zugewiesen, die durch 20 teilbar sind, die zugehörigen Gemeinden schließen mit fortlaufenden Nummern an; Lücken entstanden durch spätere Gebietsreformen, nicht wenige japanische Landkreise bestehen nach der Großen Heisei-Gebietsreform des frühen 21. Jahrhunderts nur noch aus einer einzelnen Gemeinde, so auch mehrere Kreise von Fukuoka. Die ersten beiden Stellen stehen für die Präfektur (-to/-dō/-fu/-ken), Fukuoka ist JP-40. Am Anfang der Tabelle stehen die kreisfreien Städte.
| Code        | Name                                 | Name      | Fläche (in km²) | Bevölkerung       | Bevölkerungs- dichte (Ew./km²) |          |
| Code        | lateinisch/„römisch“                 | japanisch | 1. Januar 2023  | 1. September 2020 | 01.10.2015                     |          |
| ----------- | ------------------------------------ | --------- | --------------- | ----------------- | ------------------------------ | -------- |
| 40100       | Kitakyūshū-shi („Stadt Nord-Kyūshū“) | 北九州市  | 492,50          | 935.084           | 961.286                        | 1.954,03 |
| 40130       | Fukuoka-shi („Stadt Fukuoka“)        | 福岡市    | 343,47          | 1.603.043         | 1.538.681                      | 4.480,86 |
| 40202       | Ōmuta-shi                            | 大牟田市  | 81,45           | 110.054           | 117.360                        | 1.440,88 |
| 40203       | Kurume-shi                           | 久留米市  | 229,96          | 302.858           | 304.552                        | 1.324,37 |
| 40204       | Nōgata-shi                           | 直方市    | 61,76           | 55.705            | 57.146                         | 925,29   |
| 40205       | Iizuka-shi                           | 飯塚市    | 213,96          | 126.136           | 129.146                        | 603,29   |
| 40206       | Tagawa-shi                           | 田川市    | 54,55           | 45.946            | 48.441                         | 888,01   |
| 40207       | Yanagawa-shi                         | 柳川市    | 77,15           | 64.120            | 67.777                         | 878,51   |
| 40210       | Yame-shi                             | 八女市    | 482,44          | 60.196            | 64.408                         | 133,50   |
| 40211       | Chikugo-shi                          | 筑後市    | 41,78           | 48.794            | 48.339                         | 1.156,99 |
| 40212       | Ōkawa-shi                            | 大川市    | 33,62           | 32.609            | 34.838                         | 1.036,23 |
| 40213       | Yukuhashi-shi                        | 行橋市    | 70,06           | 70.922            | 70.586                         | 1.007,51 |
| 40214       | Buzen-shi („Stadt Buzen“)            | 豊前市    | 111,01          | 24.369            | 2.594                          | 23,35    |
| 40215       | Nakama-shi                           | 中間市    | 15,96           | 39.634            | 41.796                         | 2.618,80 |
| 40216       | Ogōri-shi                            | 小郡市    | 45,51           | 58.322            | 57.983                         | 1.274,07 |
| 40217       | Chikushino-shi                       | 筑紫野市  | 87,73           | 103.185           | 101.081                        | 1.152,18 |
| 40218       | Kasuga-shi                           | 春日市    | 14,15           | 111.144           | 110.743                        | 7.826,36 |
| 40219       | Ōnojō-shi („Stadt Burg Ōno“)         | 大野城市  | 26,89           | 101.603           | 99.525                         | 3.701,19 |
| 40220       | Munakata-shi                         | 宗像市    | 119,94          | 97.041            | 96.516                         | 804,84   |
| 40221       | Dazaifu-shi                          | 太宰府市  | 29,60           | 72.430            | 72.168                         | 2.438,11 |
| 40223       | Koga-shi                             | 古賀市    | 42,07           | 59.349            | 57.959                         | 1.377,68 |
| 40224       | Fukutsu-shi                          | 福津市    | 52,76           | 65.770            | 58.781                         | 1.114,12 |
| 40225       | Ukiha-shi                            | うきは市  | 117,46          | 27.474            | 29.509                         | 251,23   |
| 40226       | Miyawaka-shi                         | 宮若市    | 139,99          | 26.690            | 28.112                         | 200,81   |
| 40227       | Kama-shi                             | 嘉麻市    | 135,11          | 35.208            | 38.743                         | 286,75   |
| 40228       | Asakura-shi                          | 朝倉市    | 246,71          | 49.254            | 52.444                         | 212,57   |
| 40229       | Miyama-shi                           | みやま市  | 105,21          | 35.665            | 38.139                         | 362,50   |
| 40230       | Itoshima-shi                         | 糸島市    | 215,69          | 98.527            | 96.475                         | 447,26   |
| 40231       | Nakagawa-shi                         | 那珂川市  | 74,95           | 50.201            | 50.004                         | 667,16   |
| 40340       | Kasuya-gun („Kreis Kasuya“)          | 糟屋郡    | 164,64          |                   | 225.585                        | 1.370,17 |
| 40341       | Umi-machi                            | 宇美町    | 30,21           | 37.713            | 37.927                         | 1.255,45 |
| 40342       | Sasaguri-machi                       | 篠栗町    | 38,93           | 31.092            | 31.210                         | 801,70   |
| 40343       | Shime-machi                          | 志免町    | 8,69            | 46.207            | 45.256                         | 5.207,83 |
| 40344       | Sue-machi                            | 須恵町    | 16,31           | 28.489            | 27.263                         | 1.671,55 |
| 40345       | Shingū-machi                         | 新宮町    | 18,93           | 33.017            | 30.344                         | 1.602,96 |
| 40348       | Hisayama-machi                       | 久山町    | 37,44           | 8986              | 8.225                          | 219,68   |
| 40349       | Kasuya-machi („Stadt Kasuya“)        | 粕屋町    | 14,13           | 47.981            | 45.360                         | 3.210,19 |
| 40380       | Onga-gun                             | 遠賀郡    | 93,38           |                   | 93.662                         | 1.002,81 |
| 40381       | Ashiya-machi                         | 芦屋町    | 11,58           | 13.559            | 14.208                         | 1.224,83 |
| 40382       | Mizumaki-machi                       | 水巻町    | 11,01           | 27.822            | 28.997                         | 2.633,70 |
| 40383       | Okagaki-machi                        | 岡垣町    | 48,64           | 30.891            | 31.580                         | 649,26   |
| 40384       | Onga-chō                             | 遠賀町    | 22,15           | 18.609            | 18.877                         | 852,23   |
| 40400       | Kurate-gun                           | 鞍手郡    | 49,88           |                   | 23.817                         | 478,45   |
| 40401       | Kotake-machi                         | 小竹町    | 14,28           | 7078              | 7.810                          | 550,78   |
| 40402       | Kurate-machi                         | 鞍手町    | 35,60           | 14.901            | 16.007                         | 449,63   |
| 40420       | Kaho-gun                             | 嘉穂郡    | 20,14           |                   | 13.496                         | 670,11   |
| 40421       | Keisen-machi                         | 桂川町    | 20,14           | 12.876            | 13.496                         | 670,11   |
| 40440       | Asakura-gun                          | 朝倉郡    | 119,06          |                   | 31.480                         | 264,38   |
| 40447       | Chikuzen-machi („Stadt Chikuzen“)    | 筑前町    | 67,10           | 29.608            | 29.306                         | 436,75   |
| 40448       | Tōhō-mura                            | 東峰村    | 51,97           | 1895              | 2.174                          | 41,83    |
| 40500       | Mii-gun                              | 三井郡    | 22,84           |                   | 15.138                         | 662,78   |
| 40503       | Tachiarai-machi                      | 大刀洗町  | 22,84           | 15.387            | 15.138                         | 662,78   |
| 40520       | Mizuma-gun                           | 三潴郡    | 18,44           |                   | 14.176                         | 768,76   |
| 40522       | Ōki-machi                            | 大木町    | 18,44           | 13.847            | 14.176                         | 768,76   |
| 40540       | Yame-gun                             | 八女郡    | 37,94           |                   | 20.183                         | 531,97   |
| 40544       | Hirokawa-machi                       | 広川町    | 37,94           | 19.801            | 20.183                         | 531,97   |
| 40600       | Tagawa-gun                           | 田川郡    | 309,18          |                   | 77.663                         | 251,19   |
| 40601       | Kawara-machi                         | 香春町    | 44,50           | 9955              | 10.861                         | 244,07   |
| 40602       | Soeda-machi                          | 添田町    | 132,20          | 8786              | 9.924                          | 75,07    |
| 40604       | Itoda-machi                          | 糸田町    | 8,04            | 8469              | 9.020                          | 1.121,89 |
| 40605       | Kawasaki-machi                       | 川崎町    | 36,14           | 15.134            | 16.789                         | 464,55   |
| 40608       | Ōtō-machi                            | 大任町    | 36,14           | 5045              | 5.176                          | 362,97   |
| 40609       | Aka-mura                             | 赤村      | 31,98           | 2790              | 3.022                          | 94,50    |
| 40610       | Fukuchi-machi                        | 福智町    | 42,06           | 21.360            | 22.871                         | 543,77   |
| 40620       | Miyako-gun                           | 京都郡    | 200,92          |                   | 55.206                         | 275,59   |
| 40621       | Kanda-machi                          | 苅田町    | 49,58           | 36.075            | 34.963                         | 713,82   |
| 40625       | Miyako-machi                         | みやこ町  | 151,34          | 18.599            | 20.243                         | 133,76   |
| 40640       | Chikujō-gun                          | 築上郡    | 187,77          |                   | 32.672                         | 174,00   |
| 40642       | Yoshitomi-machi                      | 吉富町    | 5,72            | 6496              | 6.627                          | 1.158,57 |
| 40646       | Kōge-machi                           | 上毛町    | 62,44           | 7170              | 7.458                          | 119,44   |
| 40647       | Chikujō-machi                        | 築上町    | 119,61          | 17.067            | 18.587                         | 155,40   |
| 40000 JP-40 | Fukuoka-ken („Präfektur Fukuoka“)    | 福岡県    | 4.987,64        | 5.108.038         | 5.101.556                      | 1.023,07 |

## Größte kreisfreie Städte
| -shi/Jahr der Volkszählung | Einwohner | Einwohner | Einwohner | Einwohner |
| -shi/Jahr der Volkszählung | 2015      | 2010      | 2005      | 2000      |
| -------------------------- | --------- | --------- | --------- | --------- |
| Fukuoka                    | 1.538.681 | 1.463.743 | 1.401.279 | 1.341.470 |
| Kitakyūshū                 | 961.286   | 976.846   | 993.525   | 1.011.471 |
| Kurume                     | 304.552   | 302.402   | 306.434   | 236.543   |
| Iizuka                     | 129.146   | 131.492   | 79.365    | 80.651    |
| Ōmuta                      | 117.360   | 123.638   | 131.090   | 138.629   |
| Kasuga                     | 110.743   | 106.780   | 108.402   | 105.219   |
| Chikushino                 | 101.081   | 100.172   | 97.571    | 93.049    |
| Ōnojō                      | 99.525    | 95.087    | 92.748    | 89.414    |
| Munakata                   | 96.516    | 95.501    | 94.148    | 81.588    |
| Itoshima                   | 96.475    | 98.435    | ——        | ——        |
| Dazaifu                    | 72.168    | 70.482    | 67.087    | 66.099    |
| Yukuhashi                  | 70.586    | 70.468    | 70.070    | 69.737    |
| Yanagawa                   | 67.777    | 71.375    | 74.539    | 41.815    |
| Yame                       | 64.408    | 69.057    | 38.951    | 39.610    |
| Fukutsu                    | 58.781    | 55.431    | 55.677    | ——        |
| Ogōri                      | 57.983    | 58.499    | 57.481    | 54.583    |
| Koga                       | 57.959    | 57.920    | 55.943    | 55.476    |
| Nōgata                     | 57.146    | 57.686    | 57.497    | 59.182    |
| Asakura                    | 52.444    | 56.355    | ——        | ——        |
| Tagawa                     | 48.441    | 50.605    | 51.534    | 54.027    |
| Chikugo                    | 48.339    | 48.512    | 47.844    | 47.348    |
| Nakama                     | 41.796    | 44.210    | 46.560    | 48.032    |
| Kama                       | 38.743    | 42.589    | ——        | ——        |
| Miyama                     | 38.139    | 40.732    | ——        | ——        |
| Okawa                      | 34.838    | 37.448    | 39.213    | 41.338    |
| Ukiha                      | 29.509    | 31.640    | 32.902    | ——        |
| Miyawaka                   | 28.112    | 30.081    | ——        | ——        |
| Buzen                      | 25.940    | 27.031    | 28.104    | 29.133    |
| Maebaru                    | ——        | ——        | 67.275    | 63.883    |
| Amagi                      | ——        | ——        | 41.674    | 42.643    |
| Yamada                     | ——        | ——        | 11.034    | 11.686    |

24. Januar 2005: Fusionierung von zwei Gemeinden zur Stadt Fukutsu.

20. März 2005: Die Gemeinde Ukiha schluckt eine weitere Gemeinde und wird zur kreisfreien Stadt erhoben.

11. Februar 2006: Zwei Gemeinden fusionieren zur Stadt Miyakawa.

20. März 2006: Die Gemeinde Asakura gliedert die Stadt Amagi ein und wird zur kreisfreien Stadt erhoben.

27. März 2006: Die Stadt Yamada und 3 weitere Gemeinden bilden die neue Stadt Kama.

29. Januar 2007: 3 Gemeinden fusionieren zur neuen Stadt Miyama.

1. Januar 2010: Die Stadt Maebaru und 2 weitere Gemeinden bilden die neue Stadt Itoshima.

## Bevölkerungsentwicklung in der Präfektur
| Census- Jahr | Gesamt- Bevölkerung | männliche Bevölkerung | weibliche Bevölkerung | Geschlechter- verhältnis Männer auf 1000 Frauen | Fläche in km2 | Bevölkerungs- dichte Einw. je km2 |
| ------------ | ------------------- | --------------------- | --------------------- | ----------------------------------------------- | ------------- | --------------------------------- |
| 1920         | 2.188.249           | 1.116.818             | 1.071.431             | 1042                                            | 4939,94       | 443,0                             |
| 1925         | 2.301.668           | 1.166.165             | 1.135.503             | 1027                                            | 4939,94       | 465,9                             |
| 1930         | 2.527.119           | 1.280.624             | 1.246.495             | 1027                                            | 4939,65       | 511,6                             |
| 1935         | 2.755.804           | 1.392.799             | 1.363.005             | 1022                                            | 4939,70       | 557,9                             |
| 1940         | 3.094.132           | 1.577.063             | 1.517.069             | 1040                                            | 4939,70       | 626,4                             |
| 1945         | 2.746.855           | 1.304.677             | 1.442.178             | 905                                             | 4939,70       | 556,1                             |
| 1950         | 3.530.169           | 1.745.606             | 1.784.563             | 978                                             | 4906,35       | 719,5                             |
| 1955         | 3.859.764           | 1.895.365             | 1.964.399             | 965                                             | 4900,77       | 787,6                             |
| 1960         | 4.006.679           | 1.954.636             | 2.052.043             | 953                                             | 4900,77       | 817,6                             |
| 1965         | 3.964.611           | 1.911.317             | 2.053.294             | 931                                             | 4911,16       | 807,3                             |
| 1970         | 4.027.416           | 1.932.033             | 2.095.383             | 922                                             | 4922,28       | 818,2                             |
| 1975         | 4.292.963           | 2.070.190             | 2.222.773             | 931                                             | 4946,45       | 867,9                             |
| 1980         | 4.553.461           | 2.200.450             | 2.353.011             | 935                                             | 4954,03       | 919,1                             |
| 1985         | 4.719.259           | 2.270.496             | 2.448.763             | 927                                             | 4959,62       | 951,5                             |
| 1990         | 4.811.050           | 2.303.487             | 2.507.563             | 919                                             | 4965,58       | 968,9                             |
| 1995         | 4.933.393           | 2.357.525             | 2.575.868             | 915                                             | 4967,64       | 993,1                             |
| 2000         | 5.015.699           | 2.388.824             | 2.626.875             | 909                                             | 4971,01       | 1009,0                            |
| 2005         | 5.049.908           | 2.394.094             | 2.655.814             | 902                                             | 4976,12       | 1014,8                            |
| 2010         | 5.071.968           | 2.393.965             | 2.678.003             | 894                                             | 4977,24       | 1019,0                            |
| 2015         | 5.101.556           | 2.410.418             | 2.691.138             | 896                                             | 4986,4        | 1023,1                            |